# Kuče
Kuče är en ort i Kroatien.   Den ligger i länet Zagrebs län, i den centrala delen av landet, 20 km sydost om huvudstaden Zagreb. Kuče ligger 101 meter över havet och antalet invånare är 1 453.
Terrängen runt Kuče är platt. Runt Kuče är det ganska glesbefolkat, med 48 invånare per kvadratkilometer. Närmaste större samhälle är Zagreb - Centar, 19,9 km nordväst om Kuče. Trakten runt Kuče består till största delen av jordbruksmark.